# Seznam dětí Marie Terezie
Seznam dětí Marie Terezie obsahuje informace o dětech rakouské arcivévodkyně Marie Terezie (1717–1780) a jejího manžela, římskoněmeckého císaře Františka I. Lotrinského (1708–1768).
| Pořadí | Jméno               | Portrét                           | Narození          | Úmrtí                               | Manželství                                  | Potomstvo | Další informace |
| ------ | ------------------- | --------------------------------- | ----------------- | ----------------------------------- | ------------------------------------------- | --- | --- |
| 1.     | Marie Alžběta       |                                   | 5. února 1737     | 7. června 1740 (ve věku 3 let)      | —                                           | — | — |
| 2.     | Marie Anna          |                                   | 6. října 1738     | 19. listopadu 1789 (ve věku 51 let) | Nikdy se nevdala.                           | — | Angažovala se v dobročinných a sociálních oblastech. Je považována za druhou zakladatelku alžbětinského kláštera v Klagenfurtu, kde později i žila.          |
| 3.     | Marie Karolína      |                                   | 12. ledna 1740    | 25. ledna 1741 (ve věku 1 roku)     | —                                           | — | — |
| 4.     | Josef II.           |                                   | 13. března 1741   | 20. února 1790 (ve věku 48 let)     | Isabela Parmská (1741–1763)                 | • Marie Terezie Zemřela na zápal plic. • Marie Kristýna Zemřela po narození | Pozdější císař a král. |
| 4.     | Josef II.           | Marie Josefa Bavorská (1739–1767) | 13. března 1741   | 20. února 1790 (ve věku 48 let)     | —                                           | | Pozdější císař a král. |
| 5.     | Marie Kristina      |                                   | 13. května 1742   | 24. června 1798 (ve věku 56 let)    | Albert Kazimír Sasko-Těšínský (1738–1822)   | • Kristina • Karel Ludvík (adoptovaný synovec) | Byla nejoblíbenější dcerou a jedinou, jíž Marie Terezie dovolila vdát se z lásky.                                                                            |
| 6.     | Marie Alžbeta       |                                   | 13. srpna 1743    | 22. září 1808 (ve věku 65 let)      | Nikdy se nevdala.                           | — | Po matčině smrti se stala abatyší v Innsbrucku |
| 7.     | Karel Josef         |                                   | 1. února 1745     | 18. ledna 1761 (ve věku 15 let)     | Nikdy se neoženil.                          | — | Zemřel na pravé neštovice. V době smrti už měl snoubenku – Marii Ludoviku Španělskou, kterou si nakonec vzal jeho mladší bratr.                              |
| 8.     | Marie Amálie        |                                   | 26. února 1746    | 18. června 1804 (ve věku 58 let)    | Ferdinand Parmský (1751–1802)               | • Karolína • Ludvík • Marie Antonie • Karlota a další tři děti, které nepřežily útlé dětství. | Matka jí nedovolila vdát se za Karla Zweibrückera, který dokonce požádal o její ruku, a tak se, jako další sestry, stala obětí sňatkové politiky.            |
| 9.     | Leopold II.         |                                   | 5. května 1747    | 1. března 1792 (ve věku 44 let)     | Marie Ludovika Španělská (1745–1792)        | • Marie Terezie • František II. • Ferdinand • Marie Anna • Karel Ludvík • Alexandr Leopold • Josef Antonín • Marie Klementina • Antonín Viktor • Marie Amálie • Jan • Rainer Josef • Ludvík Josef • Rudolf Jan a další dvě děti, které nepřežily útlé dětství | Toskánský velkovévoda a pozdější císař a král. |
| 10.    | Marie Karolína      |                                   | 17. září 1748     | 17. září 1748                       | —                                           | — | Mrtvě narozené dítě. |
| 11.    | Johanna Gabriela    |                                   | 4. února 1750     | 23. prosince 1762 (ve věku 12 let)  | Nikdy se nevdala.                           | — | Zasnoubená se sicilským králem Ferdinandem I. Zemřela na pravé neštovice.                                                                                    |
| 12.    | Marie Josefa        |                                   | 19. března 1751   | 15. října 1767 (ve věku 16 let)     | Nikdy se nevdala.                           | — | Zasnoubená se sicilským králem Ferdinandem I. Zemřela na pravé neštovice.                                                                                    |
| 13.    | Marie Karolína      |                                   | 13. srpna 1752    | 8. září 1814 (ve věku 62 let)       | Ferdinand I. Neapolsko-Sicilský (1751–1825) | • Marie Tereza • Luisa Marie • František I. • Marie Kristýna • Marie Amálie • Marie Antonie • Leopold a dalších 11 dětí, které nepřežily útlé dětství | Byla v podstatě skutečnou vládkyní Neapolsko-sicilského království. Do dějin vstoupila i jako úhlavní odpůrkyně francouzského císaře Napoleona I. Bonaparta. |
| 14.    | Ferdinand Karel     |                                   | 1. června 1754    | 24. prosince 1806 (ve věku 52 let)  | Marie Beatrice d'Este (1750–1829)           | • Marie Tereza • Marie Leopoldina • František IV. • Ferdinand Karel Josef • Maxmilián Josef • Karel Ambrož • Marie Ludovika a další tři děti, které nepřežily útlé dětství                                                                                    | Je zakladatelem vedlejší linie Habsbursko-lotrinského rodu a to rodu d'Este                                                                                  |
| 15.    | Marie Antoinetta    |                                   | 2. listopadu 1755 | 16. října 1793 (ve věku 37 let)     | Ludvík XVI. (1754–1793)                     | • Marie Terezie Šarlota • Ludvík Josef • Ludvík XVII. • Žofie Helena Beatrice | Byla popravena během Velké francouzské revoluce. |
| 16.    | Maxmilián František |                                   | 8. prosince 1756  | 27. června 1801 (ve věku 44 let)    | Nikdy se neoženil.                          | — | Byl velmistrem Řádu německých rytířů (1780–1801) a münsterským biskupem (1784–1801).                                                                         |